# Christoph Pantzner
Christoph Pantzner (* ca. 1682 in Prag; † 22. Dezember 1761 in Wien) war ein mährisch-österreichischer Orgelbauer.

## Leben
Christoph Pantzner war 1712 Geselle beim Hoforgelmacher Franz Lothar Walter. Er legte 1725 den Bürgereid für Wien ab. Ab 1719 arbeitete er an der Orgel der ehemaligen Stiftskirche Dürnstein in der Wachau, welche 1724 von ihm um einige Register erweitert wurde. Gleichzeitig war er in Wien an den Orgeln der Ulrichskirche (nicht erhalten) und der Michaelerkirche (Orgel von Johann David Sieber) tätig.

## Werkliste
| Jahr | Ort          | Gebäude             | Bild | Manuale | Register | Bemerkungen                                                           |
| ---- | ------------ | ------------------- | ---- | ------- | -------- | --------------------------------------------------------------------- |
| 1719 | Dürnstein    | Stift Dürnstein     |      | II/P    | 16       | [ 1 ]                                                                 |
| 1727 | Stift Zwettl | Stiftskirche Zwettl |      | II/P    | 20       | Chororgel 1982 von Gerhard Hradetzky/Oberbergern vollständig erneuert |